# Corzé
Corzé is een gemeente in het Franse departement Maine-et-Loire (regio Pays de la Loire). De plaats maakt deel uit van het arrondissement Angers. Corzé telde op 1 januari 2022 1.982 inwoners.

## Geografie
De oppervlakte van Corzé bedroeg op 1 januari 2022 31,49 vierkante kilometer; de bevolkingsdichtheid was toen 62,9 inwoners per km².

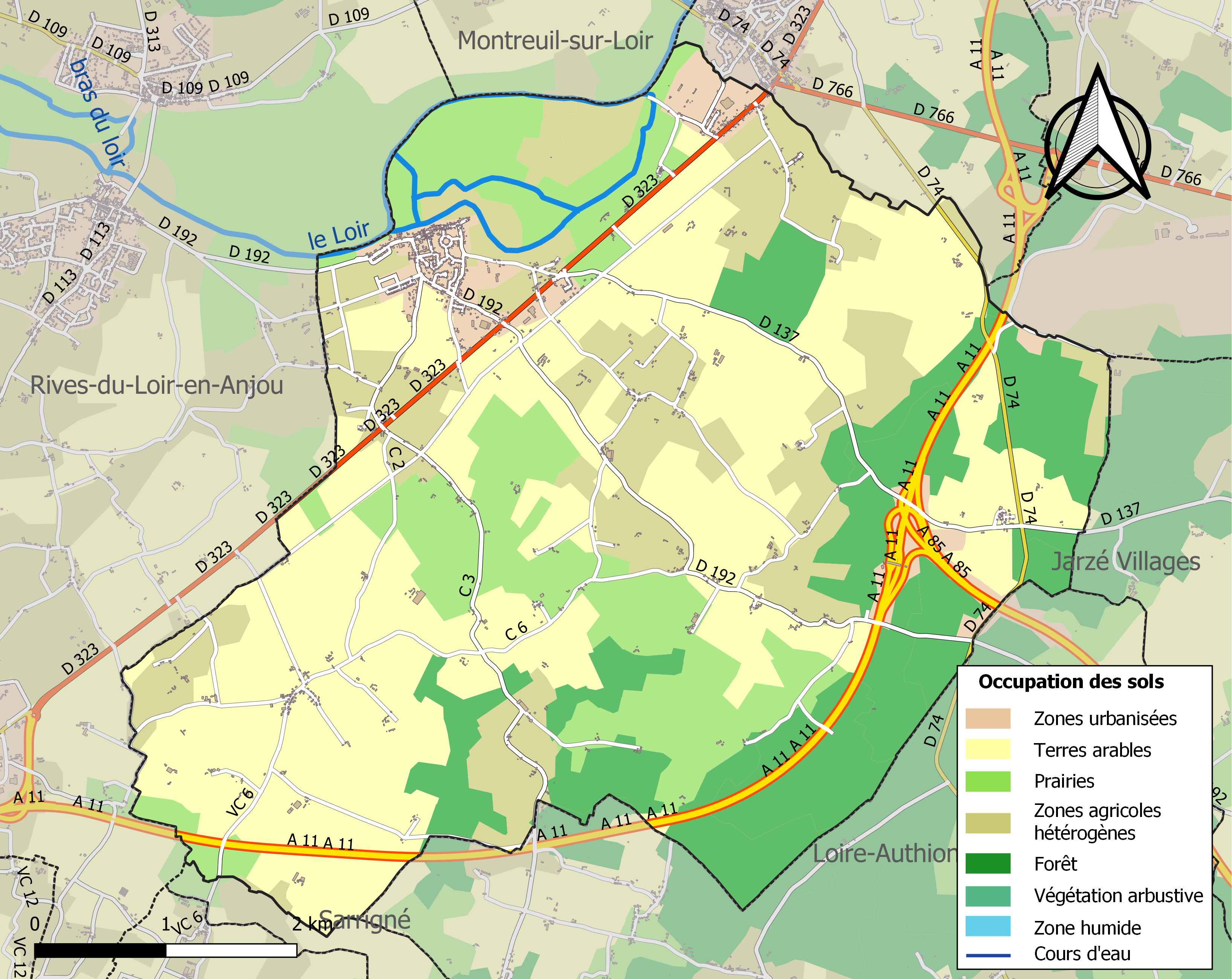
Kaart van de gemeente met de belangrijkste infrastructuur, bodemgebruik en omliggende gemeenten

## Demografie
Onderstaande figuur toont het verloop van het inwonertal (bron: INSEE-tellingen).